# Gare de Vimy
Gare de Vimy vasútállomás Franciaországban, Vimy településen.

## Vasútvonalak
Az állomást az alábbi vasútvonalak érintik:
- Arras–Dunkirk-vasútvonal

## Kapcsolódó állomások
A vasútállomáshoz az alábbi állomások vannak a legközelebb:
- Gare de Farbus
- Gare d’Avion